# Ельбрус (комп'ютер)

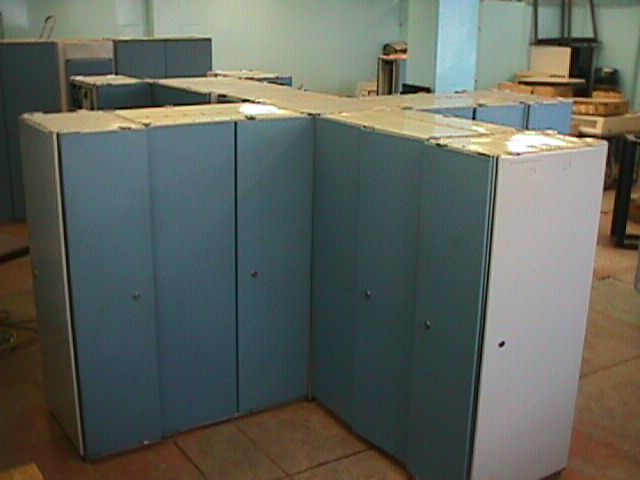
Ельбрус-3 у машинному залі

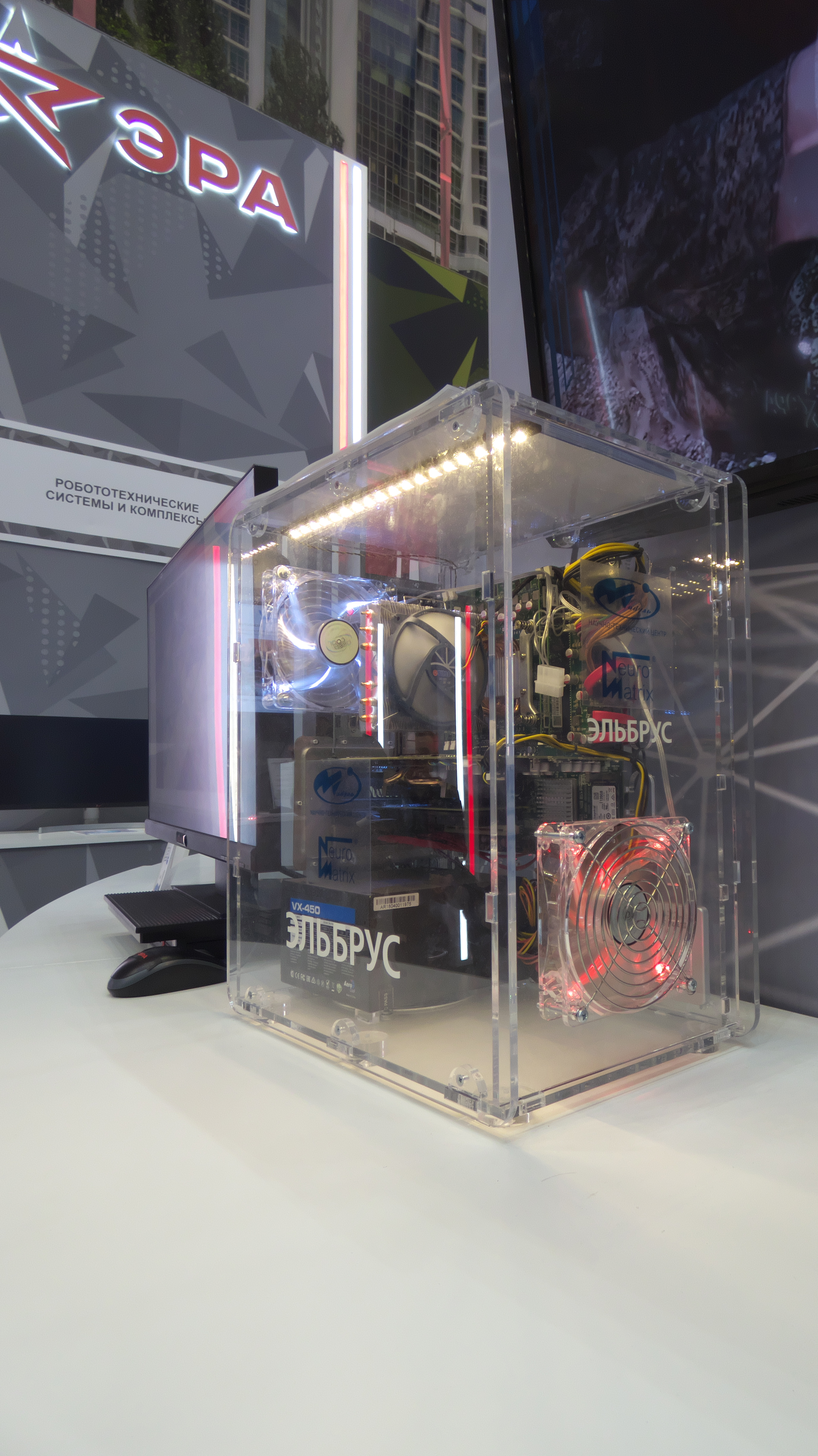
Персональный компьютер.

«Ельбрус» (рос. «Эльбрус») — серія радянських суперкомп'ютерів, започаткована в Інституті точної механіки та обчислювальної техніки в 1970-1980-х роках під керівництвом російського інженера Всеволода Бурцева. Виробництво велося на Загорському електромеханічному заводі «Зірка».

## Модельний ряд

### Ельбрус-1
Багатопроцесорний обчислювальний комплекс Ельбрус-1 був розроблений в 1973-1979 рр. і зданий державній комісії в 1980. Побудований на базі ТТЛ-мікросхем. Продуктивність — до 12 млн оп/с в комплектації Е1-10 з десятьма ЦП. Головний конструктор серії — Всеволод Бурцев.

### Ельбрус-2
Багатопроцесорний обчислювальний комплекс Ельбрус-2 був розроблений в 1977-1984 рр. і зданий в 1985. Продуктивність на 10 процесорах — 125 млн оп/с. Побудований на базі ЕЗЛ-мікросхем ІС-100 (аналог серії Motorola 10000). За словами Бориса Бабаяна, всього було випущено до 200 машин з різним числом процесорів.

### Ельбрус-1К2 і Ельбрус-Б
Ельбрус-1К2 (також відомий як СВС) був розроблений на основі компонентів і технологій Ельбрус-2 для заміни БЭСМ-6. Зберігав повну програмну сумісність з попередником. Було вироблено близько 60 машин.
Ельбрус-Б (або Ельбрус-1КБ) — вдосконалена версія БЭСМ-6, виконана на інтегральних мікросхемах, в якій усунуті деякі обмеження архітектури БЭСМ-6. Головний конструктор — Г.Г. Рябов.

### Ельбрус-3
Ельбрус-3 розроблявся в 1986-1994 рр. під керівництвом Бориса Бабаяна. Архітектурні рішення моделі принципово відрізнялися від попередніх моделей. Процесор був виконаний за архітектурою VLIW, яка дозволяла за рахунок більш складного алгоритму компіляції отримувати команди, що одночасно керували декількома пристроями управління. Дослідний зразок Ельбрус-3 пройшов випробування, але в серійне виробництво запущений не був.